# Новосовхозный (Оренбургская область)
Новосовхо́зный — посёлок в Адамовском районе Оренбургской области. Входит в состав Обильновского сельсовета.

## География
Посёлок находится на расстоянии 55 км к юго-востоку от посёлка Адамовка, административного центра района.

### Часовой пояс
Посёлок Новосовхозный как и вся Оренбургская область, находится в часовой зоне МСК+2. Смещение применяемого времени относительно UTC составляет +5:00.

## Население
| 2010 |
| ---- |
| 163  |